# GNOME Calculator
GNOME Calculator (ранее известный как gcalctool) — калькулятор, интегрированный в рабочую среду GNOME. Написан на C и Vala и является частью GNOME Core Applications.

## История
GCalctool был основан на калькуляторе Calctool 4-й версии в 2002 году.

## Режимы
- Basic — интерфейс для базовой арифметики, напоминающий настольный калькулятор.
- Advanced — интерфейс с научными функциями и поддержкой пользовательских переменных.
- Financial — финансовый расчет и конвертация валюты.
- Programming — режим с побитовыми операциями и преобразованием систем счисления.
- Keyboard — бо́льшую часть пространства занимает вывод, на экране нет кнопок. Поддерживает конвертацию единиц измерения и валюты.

## Нотация
Калькулятор GNOME использует распространенную инфиксную нотацию для бинарных операций, таких как четыре основных арифметических операции. Для унарных операций, в отличие от многих других калькуляторов, он использует префиксную, а не постфиксную нотацию. Так, для расчета, например, синуса единицы, пользователь должен нажать клавиши sin+1+=, а не 1+sin.
С версии 3.12.3 десятичный разделитель на цифровой клавиатуре основан на общей раскладке клавиатуры.